# Celulitis periorbitaria
La celulitis periorbitaria, a veces denominada celulitis preseptal, es una inflamación secundaria a infección que ocurre en la dermis circundante al globo ocular, anterior al séptum orbitario. 

## Causas
Está producida por una infección, lesión o una picadura de un insecto. Los agentes más frecuentemente relacionados con este cuadro son el Saphylococcus aureus y el Streptoccoco pneumoniae. En los casos secundarios a sinusitis, puede existir presencia de Haemophilus influenzae  (aunque con la vacuna del Haemophilus  la celulitis periorbitaria secundaria a él, ha disminuido drásticamente)  u otros agentes. Puede ser causada secundariamente a alguna puerta de entrada local, como por ejemplo la picadura de un insecto o secundario a algún traumatismo en la región, además, también puede ocurrir debido a diseminación desde un foco contiguo, tal como se observa en las sinusitis o en las dacriocistitis.

## Cuadro clínico

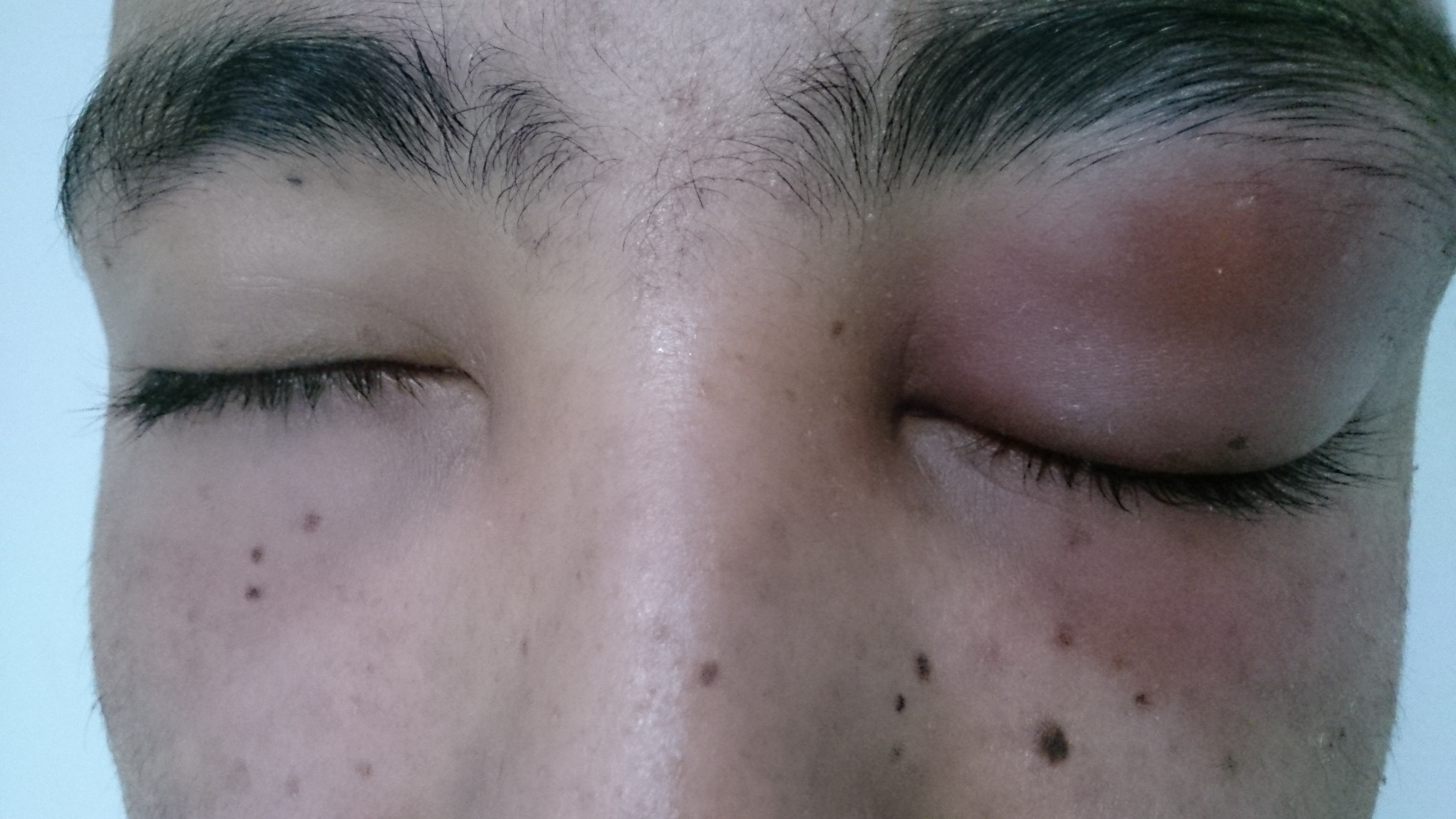
Celulitis periorbitaria izquierda en hombre de 20 años. Se observa tumefacción y enrojecimiento de los párpados, de predominio en el superior.

La celulitis periorbitaria debe diferenciarse principalmente de la celulitis orbitaria, debido a que la segunda requiere un manejo hospitalizado con tratamiento antibiótico endovenoso y, en algunos casos, drenaje quirúrgico. En general, los pacientes con celulitis periorbitaria presentan una lesión eritematosa con bordes difusos, con aumento de la temperatura local, fiebre, dolor e inyección conjuntival con epífora. En contraste con una celulitis orbitaria, no tiene compromiso  ocular (indemnidad de los movimientos oculares, ausencia de dolor y sin compromiso de la agudeza visual). En caso de presentarse alguno de estos síntomas, es necesario realizar una tomografía computarizada para descartar compromiso postseptal.

## Epidemiología
La celulitis periorbitaria puede ocurrir a cualquier edad, aunque es especialmente común en la poblacio pediátrica.  Algunos estudios sugieren una tasa de mortalidad que oscila entre el 5 y el 25% de las celulitis periorbitaria u orbitaria con complicaciones.

## Tratamiento
El tratamiento se basa en medidas locales para disminuir la inflamación y el uso de antibióticos sistémicos con cobertura para Stafiloccoc (cloxacilina, flucloxacilina o cefadroxilo).